# 호조 우지쓰나
호조 우지쓰나(일본어: 北条氏綱, 1487년 ~ 1541년 8월 18일)는 센고쿠 시대의 다이묘이다. 본성은 이세씨(伊勢氏)이며, 그가 당주일 때 일가의 성을 호조(北条)로 개명했다. 가마쿠라 시대에 싯켄을 배출하던 호조씨와의 구분을 위해 성 앞에 고(後)를 덧붙여 쓰기도 한다.

## 생애

### 가독 승계
호조 우지쓰나는 1487년(조쿄 원년) 아버지 이세 모리토키(후의 호조 소운)와 어머니 오가사와라씨의 장남으로 태어났다. 1518년(에이쇼 15년), 아버지가 은거하자 가독을 물려받아 당주가 되었다. 이세 모리토키는 가독을 물려준 이듬해에 사망한다.

### 무사시·시모사 세력 확장
호조 우지쓰나는 부친 때부터의 거점인 이즈의 니라야마 성(韮山城)을 떠나 사가미 오다와라성으로 본거지를 옮기고, 성을 이세에서 호조로 고쳤다. 1524년(다이에이 4년), 우지쓰나는 오기가야쓰 우에스기 가(扇谷上杉家)의 당주인 우에스기 도모오키(上杉朝興)가 야마노우치 우에스기가((山內上杉家)의 우에스기 노리후사(上杉憲房)를 방문해 가와고에 성(川越城)에 머무르는 사이 우에스기 도모오키의 가신인 오타 스게타카(太田資高)를 자신에게 넘어오도록 부추겨 에도 성(江戸城)을 손에 넣었다. 같은 해 2월에는 2년 전까지는 아군이었던 이와쓰키 오타 씨(岩付太田氏)의 이와츠키 성(岩付城)을 공격해 함락시키고 오타 빗추슈(太田備中守, 오타 스게요리(太田資頼)의 형)를 죽였다. 그리고 게로 성주(毛呂城主)인 게로 타로(毛呂太郞)와 오카모토 쇼겐(岡本将監)을 아군으로 끌어들여, 게로에서 이시도(石戸)에 이르는 지역을 제어하게 되어 적 세력에 속해 있는 마쓰야마성(松山城)과 가와고에 성 사이의 통행을 차단했다. 우에스기 도모오키는 여기에 맞서 6월 18일 오타 스게요리와 손을 잡고 한편으로는 가이(甲斐)의 다케다 노부토라(武田信虎)와 연락을 취해 7월 20일에는 다케다 노부토라가 무사시(武蔵)로 쳐들어가 이와츠키 성을 함락시키고 오타 스게요리에게 성을 돌려주었다. 1530년(교로쿠 3년) 호조 우지쓰나는 장남 우지야스(氏康)와 함께 다마가와 강(多摩川) 부근에서 우에스기 도모오키를 상대로 싸워 대승을 거두었다(오자와가하라의 전투(小沢原の戦)). 1537년(덴분 6년)에 우에스기 도모오키가 사망하고 젊은 우에스기 도모사다(上杉朝定)가 뒤를 잇자 호조 우지쓰나는 곧바로 침공을 개시, 가와고에 성을 점령하기에 이르렀다.
이후 그는 간토 공방 아시카가 하루우지(足利晴氏)와 좋은 관계를 맺고자 했다. 당시 간토 공방의 이인자(二人者) 격인 간토 관령는 대대로 오기가야쓰·야마노우치의 양(兩) 우에스기가 중 한 쪽이 물려받았는데, 형식적으로 간토 관령의 후임자를 승인하는 기관이 간토 공방이였으므로, 우지쓰나가 간토쿠보와 좋은 관계를 유지하려 한 것은 간토간레이 직(職)을 눈여겨보았기 때문이라는 추측이 나오게 되었다. 그러나 이후에도 고호조 씨의 일원이 간토간레이를 자칭한 적은 없다.
1538년 호조 우지쓰나는 오유미쿠보(小弓公方) 아시카가 요시아키(足利義明)와 아와(安房)의 사토미 요시타카(里見義堯)의 연합군과 싸워 크게 승리하고 아시카가 요시아키를 죽여 오유미쿠보를 멸망시켰다(고노다이 전투(国府台合戦)). 이 때부터 그의 영향력은 무사시 남부와 시모우사(下総)까지 미치게 된다.
호조 우지쓰나는 간토에서 세력을 확대하는 한편, 스루가(駿河)의 이마가와 우지치카(今川氏親)와 동맹을 맺고 가이의 다케다 노부토라와도 가이·사가미 국경에서 싸웠다. 그러나 1536년 이마가와 요시모토(今川義元)가 이마가와가의 당주가 되어 편을 바꾸어 다케다 노부토라와 동맹을 맺자 이마가와씨와도 긴 전쟁을 벌이게 되었다(가토의 난(河東の乱)). 간토에서는 우에스기 도모사다가 야마노우치 우에스기가의 우에스기 노리마사(上杉憲政)와 손잡고 반격할 조짐을 보이기 시작하는 가운데, 1541년 호조 우지쓰나는 병으로 쓰러져 7월 19일에 사망했다. 향년 55세, 장남 우지야스가 그의 뒤를 이었다. 일설에 의하면 그는 이미 고노다이 전투 이후 우지야스에게 가독을 물려주고 은거했다고 한다.

## 묘소
현재 가나가와현 아시가라시모군 하코네정에 있는 소운지(早雲寺)에는 그와 호조 소운을 포함한 호조씨 5대의 위패가 모셔져 있는데, 이는 에도 시대인 1672년(간분(寛文) 12년)에 사야마 번(狭山藩)의 제 4대 번주인 호조 우지하루(北条氏治)가 호조 소운이 사망한 날에 해당하는 음력 8월 15일에 공양탑을 건립하도록 하여 만들어진 것이다. 호조 우지쓰나의 원래 묘소는 소실되기 이전에는 광대했던 구(舊)소운지 경내의 쇼슌인(春松院)에 매장되었지만, 구 소운지가 1590년 오다와라 성을 점령한 도요토미 히데요시의 군대에 의해 타버렸기 때문에 위치는 불분명하다.

## 인물·일화
- 이세 씨가 호조 씨로 성을 바꾼 것은 1523년 6월에서 9월 사이이다. 이는 가마쿠라 막부 시대에 간토를 지배한 싯켄(執權) 호조 씨(이세 씨의 동족)의 후예라고 자청하여 정통성을 돋보이게 하기 위한 방편이었다고 여겨지고 있다.
- 「虎」와「郡」이 새겨진 도장을 사용한 문서가 다수 현존한다.
- 정치가로서는 아버지를 능가한다는 평이 있다. 사가미에서 센고쿠 다이묘로서는 최초로 토지검사를 실시하고. 가신단의 지배하에 있는 영민을 다스리는 데에 진력했다. 평정중(評定衆, 정책에 대해 논의하는 기관 또는 부서)·봉행(奉行)을 영내에 설치한 자도 그였다. 호조 소운의 시대에 정치가 호족들의 합의에 의해 이루어졌던 것과는 달리 호조 우지쓰나는 호족들을 통제하기 위해 강권을 발동하고, 그들이 영내에서 자의로 사법권을 행사하는 것을 용납하지 않는 등 권력을 점차 호조 가문으로 집중시켜 가문 번영의 기반을 닦았다.
- 후계자인 우지야스를 위해 1541년 5월, 5개조의 훈계장을 아들에게 남겼다.

## 5개조 훈계의 내용
1. 대장으로부터 사무라이에 이르기까지 의리를 소중히 여길 것. 의리를 잃으면 (배신으로) 나라를 취할 수 있어도 후세의 치욕이 될 것이다.
2. 사무라이로부터 농민에 이르기까지 모두를 아끼고 사랑할 것. 사람은 저버리지 않는다.
3. 교만하지 않고 아첨을 가까이하지 않으며 분수를 지킬 것.
4. 일을 할 때 검약(倹約)함을 중시할 것.
5. 승리를 거듭하면 교만함이 생기고 적을 가볍게 보거나 주제넘는 행동을 하게 되므로 주의할 것.

| 전임 이세 모리토키(이세 나가우지/호조 소운) | 제2대 고호조씨 당주 1518년 ~ 1541년 | 후임 호조 우지야스 |